# 圣克里斯托夫-勒雅若莱
圣克里斯托夫-勒雅若莱（法語：Saint-Christophe-le-Jajolet，法語發音：[sɛ̃ kʁistɔf lə ʒaʒɔlɛ] ⓘ）是法国奥恩省的一个旧市镇，位于该省中部，属于阿让唐区。2015年1月1日，圣克里斯托夫-勒雅若莱和相邻的另外三个市镇合并为新市镇布瓦尚普雷（Boischampré），圣克里斯托夫-勒雅若莱为政府驻地。

## 地理
圣克里斯托夫-勒雅若莱（48°39'58"N, 0°0'32"E）面积12 平方千米，位于法国诺曼底大区奧恩省，该省份为法国西北部内陆省份，北起顺时针与卡爾瓦多斯省、厄尔省、厄尔-卢瓦省、萨尔特省、马耶讷省和芒什省接壤。
与圣克里斯托夫-勒雅若莱接壤的市镇（或旧市镇、城区）包括：阿让唐。

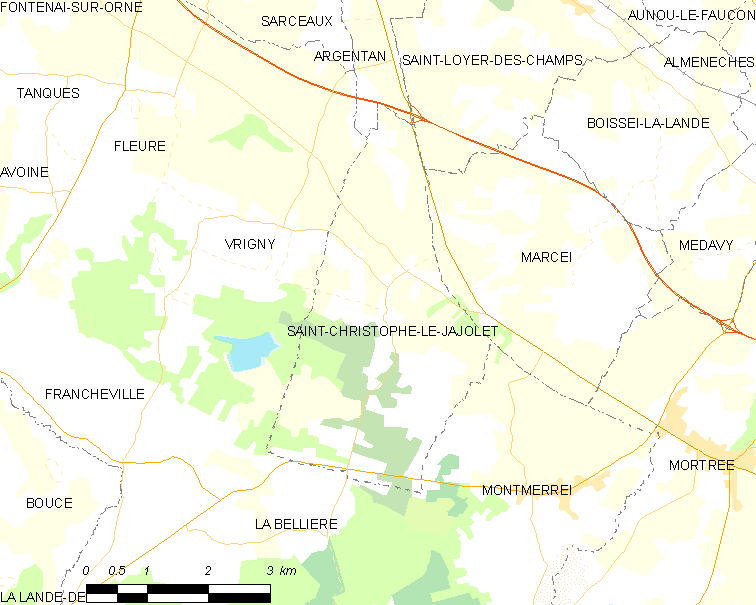
圣克里斯托夫-勒雅若莱的OSM定位图

圣克里斯托夫-勒雅若莱的时区为UTC+01:00、UTC+02:00（夏令时）。

## 行政
圣克里斯托夫-勒雅若莱的邮政编码为61570，INSEE市镇编码为61375。

## 政治
圣克里斯托夫-勒雅若莱所属的省级选区为阿让唐第一县。

## 人口

1962-2008年间圣克里斯托夫-勒雅若莱人口变化图示

圣克里斯托夫-勒雅若莱于2018年1月1日时的人口数量为241人。